# Reden (szyb)
Reden – szyb kopalniany znajdujący się w Radlinie w województwie śląskim, używany od 1892 r. do marca 1905 r. W czasie II wojny światowej był on miejscem nazistowskiego mordu na mieszkańcach terenów ziemi rybnicko-wodzisławskiej.
Szyb położony w pobliżu byłej wsi Biertułtowy (obecnie tę część Radlina określa się mianem Reden) należał do kopalni węgla kamiennego „Reden” i posiadał pierwotną głębokość 204,5 m. Kopalnia ta istniała od 1842 r. Po zamknięciu kopalni jej majątek został przejęty przez Rybnickie Gwarectwo Węglowe, sam szyb został przekształcony w szyb wentylacyjny kopalni „Emma” (obecnie „Marcel”) i pogłębiony do około 300 m, w połowie lat 30. XIX w. ponownie zamknięty. Po ostatecznym zamknięciu szyb został zalany wodą do głębokości 70 m.
W latach 1939–1945 hitlerowcy wrzucali żywcem do nieczynnego szybu Reden pojmane osoby z okolicznych terenów. Po zajęciu Radlina przez Armię Czerwoną w marcu 1945 r. powołano komisję do zbadania tej zbrodni i wysłano specjalną ekspedycję złożoną z pracowników kopalni „Marcel” w Radlinie. Spuszczony do szybu na linie górnik, dawny powstaniec śląski Alojzy Mika rozświetlając ciemność przy pomocy górniczej lampki zauważył na dnie pływające martwe korpusy ludzkie. Ostatecznie zdołano wydobyć z głębi szybu zwłoki 2 mężczyzn i 6 kobiet.
Zidentyfikowano 5 osób:
- Franciszek Kin, ur. 1909 r. w Skrzyszowie górnik kopalni „Emma”, przedwojenny działacz PPS.
- Alojzy Lasota, ur. 1909 r., górnik, członek Armii Krajowej, niepodległościowiec. Kiedy żona ostrzegała go przez zagrożeniami mówił „Najpierw Ojczyzna, a potem rodzina”.
- Stanisława Biała, matka z Popielowa
- Henryka Biała, córka Stanisławy
- Marta Hała z Marklowic.

Jedną z ofiar nierozpoznanych była Żydówka, uciekinierka z transportu oświęcimskiego, który przechodził przez Biertułtowy do Wodzisławia.
Niektóre źródła mówią o dwóch kolejnych wydobytych ciałach – jedną z ofiar miał być żołnierz radziecki, najprawdopodobniej jeniec z obozu pracy przy kopalni Marcel. Wydobyto także ciało niemieckiego policjanta, który miał urwany rękaw munduru – rękaw ten znaleziono później nieopodal szybu. Ostateczna liczba osób wrzuconych do szybu nie jest znana, gdyż część ciał opadła na dno szybu.
Ofiary pochowano na cmentarzu parafialnym w Radlinie-Biertułtowach i początkowo wzniesiono świecki nagrobek, który zastąpiono w połowie lat 90. nowym w formie krzyża, niosącym tę samą inskrypcję:
W 1973 roku na terenie byłego szybu Reden postawiono w czynie społecznym pomnik upamiętniający zbrodnię. Stoi w Radlinie do dziś. W 2024 roku na terenie dawnych szybów kopalni Reden utworzono Park Jordanowski w Radlinie.